# Provincia Carolina

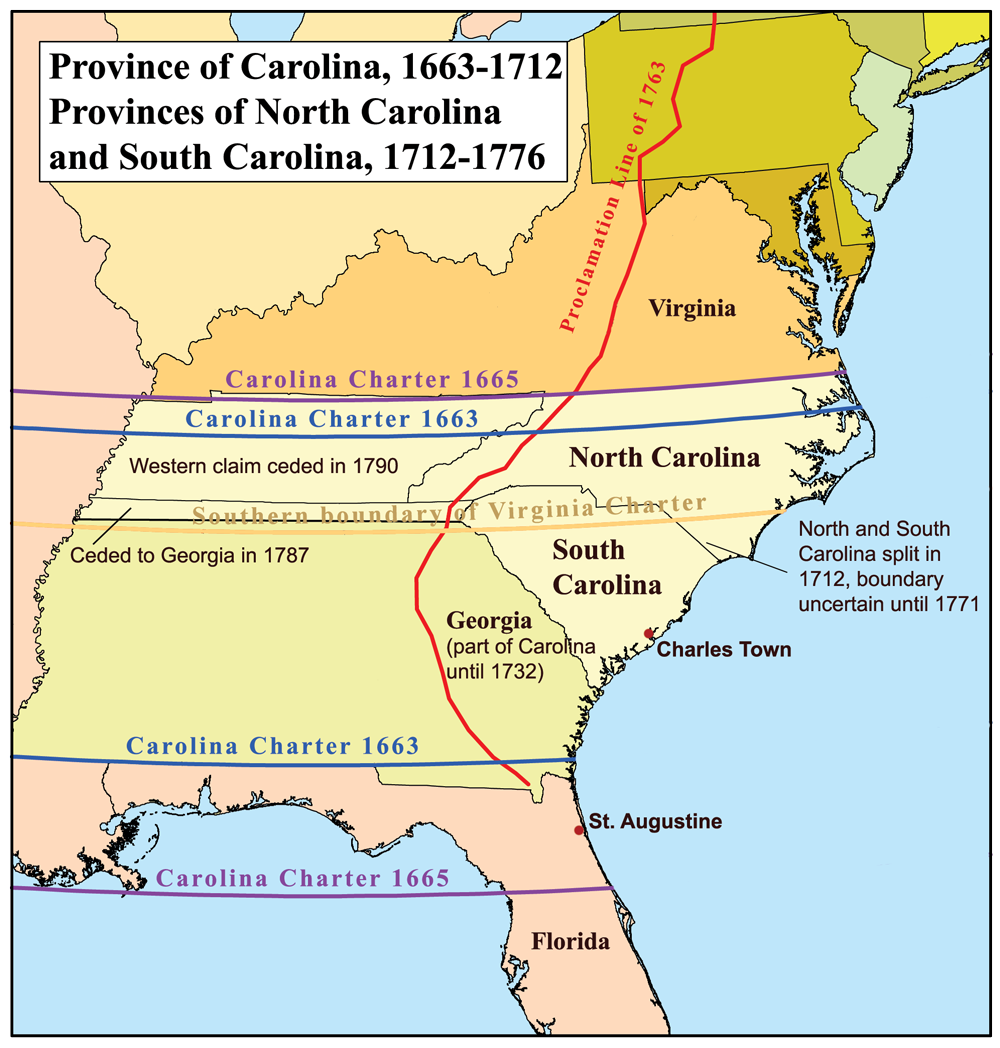
O hartă a Provi Carolina.

Provincia Carolina, conform originalului, [The] Province of Carolina, a fost o colonie britanică din America de Nord, care a existat între anii 1663 și 1712, fiind organizată sub formă de tip proprietate privată (în original, proprietary colony, afaltă sub controlul a opt nobili englezi, incluzând pe Anthony Ashley-Cooper, 1st Earl of Shaftesbury.
Dezidență accelerată a colonizatorilor împotriva celor ce guvernau provincia, a condus la numirea unui vice guvernator pentru administrarea jumătății nordice în anul 1691. Divizarea administrativă totală a Nordului și a Sudului a devenit definitivă în 1712, dar ambele colonii au rămas în mâinile acelorași proprietari.
O rebeliune a locuitorilor împotriva proprietarilor a izbucnit în 1719, ceea ce a condus la numirea unui guvernator regal pentru Provincia Carolina de Sud în 1729. După aproape un deceniu, în care guvernul britanic a căutat să cumpere cele două colonii, ambele Caroline, de Nord și de Sud, au devenit colonii regale în 1729.